# Scleropages leichardti
Il saratoga meridionale (Scleropages leichardti Günther, 1864), noto anche come osteoglosso maculato, saratoga maculato o semplicemente saratoga, è una specie di pesce osseo d'acqua dolce originaria dell'Australia. Appartiene alla famiglia Osteoglossidae, o arowana, un gruppo primitivo di teleostei. Insieme al saratoga del golfo (Scleropages jardinii), il saratoga è conosciuto anche come arowana australiano e barramundi (quest'ultimo nome è attualmente riservato in Australia al Lates calcarifer).
Questa specie abita acque torbide e presenta una distribuzione più ristretta rispetto a Scleropages jardinii.

## Descrizione
Si tratta di pesci che vivono in prossimità della superficie e possiedono corpi fortemente compressi lateralmente. Possono raggiungere 100 cm di lunghezza e un peso massimo di 4 kg. Alla maturità sessuale, misurano generalmente tra 48 e 49 cm. Hanno un dorso quasi perfettamente piatto, con una pinna dorsale orientata verso la coda. La mandibola è fortemente inclinata verso l'alto. La colorazione va dal marrone scuro al verde oliva lungo il dorso, mentre il ventre è più chiaro. Le scaglie, di grandi dimensioni, presentano piccoli punti arancioni o rossi e, su ciascuna, una macchia rossa o rosata.
Come tutti i membri del genere Scleropages, S. leichardti è un incubatore orale, possiede un corpo allungato, grandi pinne pettorali e due piccoli barbigli disposti sulla mandibola. È più snello rispetto ad altri Scleropages: la profondità del corpo rappresenta il 23-25% della lunghezza standard, e presenta un numero minore di raggi nelle pinne rispetto a S. jardinii.

## Distribuzione e habitat
Il saratoga meridionale è originario del sistema fluviale del Fitzroy. Si trova comunemente nei bacini idrici dei fiumi Mary, Dawson e Burnett. Popolazioni introdotte artificialmente sono presenti negli sbarramenti dei fiumi Brisbane, North Pine e Noosa, nel sud-ovest del Queensland. Predilige acque tranquille e tratti fluviali a corrente lenta, dove può rifugiarsi sotto ninfee o tronchi caduti. È un pesce molto aggressivo e territoriale, soprattutto nei confronti di altri individui della stessa specie.

## Conservazione
Questa specie non è attualmente inclusa in alcun appendice della Convenzione CITES. Nella Lista Rossa della IUCN è classificata come «prossima alla minaccia». Sebbene non sia presente in natura in Indonesia, è considerata specie protetta in quel Paese.